# Парк Зуккотті
Парк Зуккотті (англ. Zuccotti Park), раніше відомий як Парк Ліберті-Плаза (англ. Liberty Plaza Park) — громадський парк площею 3100 м², що розташований у Фінансовому районі Нижнього Мангеттену в Нью-Йорку. Він є громадським простором у приватній власності, який належить компанії Brookfield Properties. Парк Зуккотті межує на сході з Бродвеєм, півночі — з Ліберті-стріт, на заході — з Трініті-плейс, а на півдні — із Сідар-стріт.
Парк було відкрито 1968 року компанією United States Steel після того, як власники нерухомості домовилися про його створення з міською владою. Він отримав назву Ліберті-Плаза, оскільки розташовувався в одному кварталі на південь від хмарочоса Ван-Ліберті-Плаза. Північно-західний кут парку розташований через дорогу від Всесвітнього торгового центру.
Парк значно постраждав під час терористичних актів 11 вересня 2001 року, тому його було реконструйовано. Пізніше в парку проводилися різні заходи, присвячені річниці терактів. У 2006 році парк був перейменований на честь Джона Ю. Зуккотті, тодішнього голови ради директорів компанії Brookfield Properties. У 2011 році парк став місцем протесту під час акції «Захопи Волл-стріт», де активісти встановили табір і використовували територію парку для організації протестів по всьому Фінансовому району.

## Історія
Раніше, на тому місці, де зараз розташований парк, існувала перша кав'ярня в колоніальному Нью-Йорку, відома як «Кінґс-Армс», яку відкрив лейтенант Джон Гатчінс у 1696 році. Вона розташовувалася на заході Бродвею між Краун-стріт та Літтл-Квін (нині Ліберті-стріт і Сідар-стріт відповідно):108. 5 листопада 1773 року група «Сини свободи» скликала натовп біля цієї кав'ярні для осуду «Чайного закону» та агентів Ост-Індської компанії, які займалися постачанням чаю з митом. Ця подія, можливо, була першою публічною демонстрацією проти «Чайного закону» в американських колоніях:214.
Парк був створений у 1968 році компанією United States Steel після того, як власники нерухомості узгодили з місцевою владою його створення в обмін на збільшення висоти сусідньої будівлі під час її будівництва. Ця будівля, Ван-Ліберті-Плаза, замінила знесені Зінгер-Білдінг та Сіті-Інвестінг-Білдінг.
Через те, що парк розташований в одному кварталі від Всесвітнього торгового центру (ВТЦ), його завалило уламками під час терористичних атак 11 вересня 2001 року. Згодом він використовувався як майданчик для відновлювальних робіт після зруйнування ВТЦ. У рамках робіт із відновлення Нижнього Мангеттену парк був реконструйований. На його території були висаджені дерева, прокладено гранітні тротуари, відновлено столи та місця для сидіння, а в самі тротуари були вбудовані ліхтарі. 1 червня 2006 року парк знову відкрився після реконструкції за проєктом компанії Cooper, Robertson & Partners, яка коштувала 8 мільйонів $. Він отримав нову назву на честь Джона Ю. Зуккотті, колишнього голови міської комісії з планування, першого заступника мера за часів Авраама Біма і тодішнього голови компанії Brookfield Properties. Хрест Всесвітнього торгового центру, який раніше розташовувався в Церкві святого Петра, був встановлений у парку Зуккотті перед тим, як його перенесли до Національного музею і меморіалу 11 вересня. У 2007—2008 роках парк здобув кілька нагород від Американського інституту архітекторів.
Під час акції «Захопи Волл-стріт» восени 2011 року в парку облаштувалися протестувальники, попри те, що правила парку забороняють залишатися там на ніч. Парк було знову відкрито 15 листопада, коли поліція Нью-Йорка витіснила активістів і демонтувала намети та інші конструкції. Після оголошення про те, що протестувальникам дозволено проводити демонстрації в парку, але заборонено ночувати та ставити намети, деякі учасники акції повернулися, але їх остаточно витіснила поліція.

## Скульптури
У парку встановлено три скульптури: «Подвійна перевірка» Джона Сьюарда Джонсона II, яка являє собою бронзову фігуру бізнесмена, що сидить на лавці; «Роза III» Ізи Ґензкен; і «Радість життя» Марка Ді Суверо — 20-метрова скульптура, зроблена з яскраво-червоних балок, яка була встановлена в парку у 2006 році після її перенесення з мистецького центру «Сторм Кінг» в Нью-Віндзорі. Бенджамін Ґеноккіо, австралійський художній критик, який на той час проживав у Нью-Йорку, відзначив, що ця скульптура гармонійно вписалася в оточення, «приємно поєднуючись із хмарочосами, які оточують її».